# Церква святої преподобної Параскеви Терновської (Ігровиця)
Церква святої преподобної Параскеви Терновської в Ігровиці — парафія і храм греко-католицької громади Великоглибочанського деканату Тернопільсько-Зборівської архієпархії Української греко-католицької церкви в селі Ігровиця Тернопільського району Тернопільської области.

## Історія церкви
Парафія була заснована наприкінці XIX століття. Храм збудували у 1886—1888 роках за кошти місцевих жителів. З 1886 по 1946 рік парафія і храм належали до УГКЦ, потім, з 1946 по 1990 рік, — до РПЦ, а у 1990 році вони знову повернулися в лоно УГКЦ. На честь святої місії, яка відбулася у 1944 році, в селі встановили місійний хрест.
У 1991 році на храмове свято парафію відвідав єпископ Михаїл Сабрига, який відслужив архиєрейську Святу Літургію. З 12 по 19 листопада 2000 року в церкві провели святу місію отці Редемптористи: о. Михайло Шевчишин і о. Богдан Бешлей. У 2003 році на зовнішній стіні храму встановили мозаїчну ікону Ісуса Христа Чоловіколюбця, виготовлену за пожертви парафіян.
На парафії діє братство Матері Божої Неустанної Помочі (з 1996 року), а у 2013 році були засновані Марійська дружина, Вівтарне братство та спільнота «Матері в молитві». Також часто організовуються зустрічі з представниками Тернопільської вищої духовної семінарії ім. Патріарха Йосифа Сліпого та з братами-селезіянами. Для дітей проводяться літні табори «Веселі канікули з Богом». Вірні мають змогу молитися до мощей різних святих, таких як Шарбель, Іван Хреститель, Антоній Падевський та Пантелеймон Цілитель. Парафія володіє парафіяльним будинком.

## Парохи
- о. Юрій Куніцький (1886—1923),
- о. Побігушко (1923—1925),
- о. Степан Боне (1925—1937),
- о. Микола Салій (1938—1945),
- о. Прокіп Слободян (1945—1953),
- о. Петро Галяс (1953—1990),
- о. Михайло Вінтюк (1990—2012),
- о. Роман Дутчак (з 2012).